# Evie Tamala
Cucu Suryaningsih (o més coneguda com a Evie Tamala; Tasikmalaya, Java Occidental, Indonèsia, 23 de juny de 1969) és una cantant i actriu discogràfica de Indonèsia. La cantant és famosa per les seves cançons Good Night, Cinta Ketok Magic i Doctor Cinta.

## Carrera
La més petita de 6 germans, va començar la seva carrera als anys 80 com a cantant teatral i es va unir al grup d'orquestra malaia "Sinar Remaja". En aquell moment, Evie va utilitzar el nom artístic Uce Arifina. El grup d'orquestra no només va actuar a Tasikmalaya, sinó que també va arribar a Bandung. Fins que un dia Muchtar B, un famós compositor de dangdut que també és productor, va sentir la seva característica veu, tan suau i melodiosa. En resum, Evie, que en aquell moment encara utilitzava el seu nom artístic, va entrar a l'estudi de gravació el 1986-1987 per treballar en el seu primer àlbum, titulat Sesuap Nasi. Aquest àlbum en si consta de 10 cançons. 5 cançons són fruit de Muchtar B, el mateix creador i productor.
Malauradament, l'enregistrament de l'àlbum debut d'Evie va ser decebedor i fins i tot el casset no estava al mercat. Amb la passió d'Evie, l'any 1988 va fer el seu segon àlbum amb la cançó Tang Ting Tong Der' que també va ser creada per Muchtar B i gravada a la cinta de MSC Records. El segon àlbum no va poder elevar el nom d'Evie a l'escena musical dangdut del país.
Va ser llavors quan va començar a utilitzar el nom artístic Evie Tamala. No se sap d'on va venir la inspiració per al nom Evie. Mentre que Tamala es pren del nom de la seva ciutat natal, Tasikmalaya.
Un any més tard (1989) Evie va fer el seu tercer àlbum, Dokter Cinta. Aquest àlbum va explotar al mercat i va poder elevar el nom d'Evie en línia amb altres cantants de dangdut, com Elvy Sukaesih, Camelia Malik i Rita Sugiarto. Es diu que aquest èxit també es va deure al vídeo musical de la cançó Dokter Cinta que incloïa Doyok, que va actuar d'enginy amb la seva flexibilitat. Aquest èxit va ser seguit per l'èxit dels àlbums posteriors, com Hari-Hari Cinta (1990), Aduh Sayang (1991), Cinta Ketok Magic (1991), Cinta Parabola (1992), Hair (1992), Album Jawa, Kangen (1993). Kangmas (1994), Moon Night (1994), Good Night (1995), Grief & Lukaku (1996), Suara Hati (1997), 'Kandas (Forbidden Love) a l'àlbum TUMBAL ft Imron Sadewo (Moneta Group Surabaya). (1998), I Miss You in Kasmaran Album (1999), Songs & Poetry Stories (2000), Longing (2001), Sundanese Pop Album Tunggara (2001), Asmara Album (2002), Falling in Love Again (2002), Welcome Love (2005), Beautiful (2007), Asmaul Husna (2010). Aquest èxit va fer d'Evie una productora de cantants amb talent perquè es poguessin vendre al mercat.
L'èxit de l'àlbum Rembulan Malam l'any 1994, on el compositor era diferent d'abans, va fer semblar que també havia canviat de direcció. Això es deu al fet que des de l'explosió de l'àlbum Rembulan Malam, el caràcter vocal d'Evie és cada cop més adequat per a cançons romàntiques, melancòliques, suaus amb diversos tocs i notacions acolorides extretes de diversos gèneres, com la inclusió de blues, clàssic, swing i altres. Des de llavors, l'inici de la Qibla, que abans era Muchtar B, va canviar a Aliek Ababil amb un toc diferent com es descriu anteriorment. Per exemple en el disc Selamat Malam que va tenir molt èxit a l'hora d'explotar al mercat, les cançons del disc eren més vistoses amb un toc de música, sobretot per a la cançó Dia Adalah Dia. I després d'això Evie també va publicar el disc de Suara Hati, més colorit i amb un toc de música del disc Selamat Malam. Fins i tot per a algunes de les cançons, es pot dir que no són com les cançons de Dangdut en general. Per exemple, a la cançó A Thousand Purnama, Tonight, I Want i diverses altres cançons i àlbums que segueixen. D'aquestes diverses exploracions, resulta que l'Evie sembla estar més còmoda amb cançons de Dangdut romàntiques, melancòliques i suaus amb diversos gèneres de "col·laboració". Per no parlar de les paraules pronunciades abans o durant la introducció a la cançó poètica també il·lustra que Evie Tamala ja està establerta amb el seu personatge actual de Dangdut.

## Vida personal
Evie es va casar per primera vegada amb Heru. Aquest matrimoni no va poder durar, es van divorciar. Es van separar perquè no tenien fills. El 2003, Evie es va tornar a casar amb Malik. Fins ara, el seu matrimoni tampoc no ha tingut descendència.

## Discografia
| - Tang Ting Tong Der (1988) - Dokter Cinta (1989) - Hari-Hari Cinta (1990) - Aduh Sayang (1991) - Rambut (1992) - Kangmas (1994) - Rembulan Malam (1994) - Selamat Malam (1995) - Duka & Lukaku (1996) - Suara Hati (1997) | - Best Of The Best Evie Tamala 1999 (1999) - Kasmaran (1999) - Album Cinta (2000) - Best Of The Best Evie Tamala - AMI Sharp Award (2000) - Kerinduan (2001) - Asmara (2002) - Selamat Datang Cinta (2005) - Getar Suara Hati (2006) - Indahnya (2006) |

## Pop Sunda
- Cinta Ketok Magic (1991)
- Cinta Parabola (1992)
- Tunggara (2001)
- Angin Peuting (2010)

Pop Jawa
- Kangen (1993)
- Yogya Priyangan (1994)